# Kobier
Kobier – niemiecki nazistowski podobóz Auschwitz-Birkenau, zlokalizowany w Kobiórze.
Był to największy z „leśnych” podobozów znajdujących się w lasach pomiędzy Pszczyną a Tychami. 
Obóz składał się z dwóch baraków otoczonych drutem kolczastym, przebywało w nim początkowo 60 więźniów, następnie liczba zwiększyła się do 150. Praca więźniów polegała na wyrębie lasu i wstępnej obróbce pni. Pozyskane w ten sposób drewno było przekazywane nadleśnictwu, a gałęzie służyły do spalania zwłok ofiar zagłady.
Z częściowo zachowanych dokumentów podobozu wynika, że do kostnicy w Auschwitz I trafiło 31 zwłok więźniów z tego obozu. Z powodu rozpoczęcia stosowania w Birkenau krematoriów opalanych koksem liczba więźniów stopniowo malała. Obóz istniał do końca sierpnia 1943.
W 2005 powstał obelisk upamiętniający więźniów obozu. Został zaprojektowany przez Janusza Mazura.